# Robert Fricke
Robert Fricke   (Helmstedt, 24 de setembre de 1861 - Bad Harzburg, 18 de juliol de 1930) va ser un matemàtic alemany conegut pels seus treballs en sobre funcions automorfes.

## Vida i Obra
Tot i haver nascut a Helmstedt va créixer a Brunsvic on va fer i acabar els seus estudis secundaris volent ser professor de matemàtiques. Va estudiar a diferents universitats: Göttingen, Zúric, Berlín, Estrasburg i, finalment, a la universitat de Leipzig on va obtenir el doctorat el 1885 amb una dissertació dirigida per Felix Klein amb qui l'unirà des de llavors una gran amistat, potenciada pel fet d'haver-se cassat amb una neboda seva. Després d'uns anys com a professor de secundària (i de preceptor dels fills del duc de Brunsvic), va obtenir la habilitació a la universitat de Kiel el 1891. L'any següent se'n va anar a la universitat de Göttingen per poder continuar treballant amb Klein, però només s'hi va estar dos anys perquè el 1894 va ser nomenat professor de la Universitat Tecnològica de Brunsvic en substitució de Richard Dedekind. Va ser professor d'aquesta universitat fins a la seva mort el 1930.
Les principals aportacions de Fricke, en col·laboració amb Klein, van ser en el camp de la teoria de les funcions el·líptiques modulars i de les funcions automorfes, establint la seva relació amb els grups. També va ser l'editor de les obres de Klein i de Dedekind.